# Park Narodowy Los Alerces
Park Narodowy Los Alerces (hiszp. Parque nacional Los Alerces) – park narodowy w Argentynie, założony w 1945 roku i w 2017 roku wpisany na listę światowego dziedzictwa UNESCO. Od 2007 roku wraz z Parkiem Narodowym Lanín, Parkiem Narodowym Lago Puelo, Parkiem Narodowym Los Arrayanes, Parkiem Narodowym Nahuel Huapi i rezerwatami przyrody w tej części Patagonii tworzy rezerwat biosfery UNESCO o nazwie „Andino Norpatagonica”.

## Historia
Park Narodowy Los Alerces został efektywnie utworzony w 1945 roku na mocy dekretu Nr 9504, w którym ogłoszono istniejące na tym terenie od 1937 roku rezerwaty przyrody parkami narodowymi.
Obejmuje ochroną obszar o powierzchni 259 570 hektarów (2595,7 km²) w Andach w prowincji Chubut przy granicy z Chile. Celem parku jest ochrona krajobrazu polodowcowego i lasów waldiwijskich typu alerce, zdominowanych przez ficroję cyprysowatą.
W 2017 roku Park Narodowy Los Alerces wpisany na listę światowego dziedzictwa UNESCO.

## Geografia

### Klimat
Park leży w strefie klimatu umiarkowanego zimnego. Latem średnia temperatura na obszarach niżej położonych wynosi 14 °C, a zimą 2 °C, w wyższych partiach gór średnia temperatura roczna to ok. –3 °C. Średnie opady roczne wynoszą 800 mm na wschodzie i 3000 mm na zachodzie – zimą opady śniegu.

### Flora i Fauna
Wyższe partie porastają dobrze zachowane lasy alerce zdominowane przez ficroję cyprysowatą – zagrożony gatunek z rodziny cyprysowatych (Cupressaceae), charakteryzujący się długowiecznością (ich wiek może przekraczać 3600 lat). Najstarszy znany okaz ficroi na terenie parku ma 60 m wysokości i 2,20 m w obwodzie, a jego wiek szacowany jest na 2600 lat.
W południowej części występują m.in. bambusy Chusquea culeou, bukany Nothofagus dombeyi i modrzewie.
Na terenie parku żyją m.in. pudu południowy, ocelot chilijski, huemal chilijski, gołąbczak chilijski i zbrojówka.